# Jošijuki Ogata
Jošijuki Ogata (japonsky 緒方 良行, anglický přepis: Yoshiyuki Ogata; * 4. února 1998 Kurume, Fukuoka) je japonský reprezentant ve sportovním lezení, vítěz světových her, mistr Asie, juniorský mistr světa a juniorský mistr Asie v boulderingu. Juniorský mistr světa v lezení na obtížnost.

## Výkony a ocenění
- 2016: nominace na Světové hry 2017 ve Vratislavi kde zvítězil v boulderingu
- 2017: nominace na prestižní mezinárodní závody Rock Master v italském Arcu, kde skončil sedmý v duelu[1]

### Závodní výsledky
| Světové hry | Světové hry |
| Rok         | 2017        |
| ----------- | ----------- |
| Bouldering  | 1           |

| Arco Rock Master | Arco Rock Master |
| Rok              | 2017             |
| ---------------- | ---------------- |
| Duel             | 7                |

| Mistrovství světa | Mistrovství světa | Mistrovství světa | Mistrovství světa |
| Rok               | 2016              | 2018              | 2019              |
| ----------------- | ----------------- | ----------------- | ----------------- |
| Obtížnost         | —                 | 31                | —                 |
| Rychlost          | —                 | 110               | —                 |
| Bouldering        | 25-26             | 15                | 14-15             |
| Kombinace         | —                 | 29                | —                 |

| Světový pohár       | Světový pohár | Světový pohár | Světový pohár | Světový pohár         | Světový pohár           | Světový pohár    |
| Rok                 | 2014          | 2015          | 2016          | 2017                  | 2018                    | 2019             |
| ------------------- | ------------- | ------------- | ------------- | --------------------- | ----------------------- | ---------------- |
| Obtížnost           |               |               |               | 20                    | 27                      |                  |
| jednotlivě*         |               |               |               | ,16,15,7, -,4,-,-,-,  | ,13,24, 14,28,19,       |                  |
|                     |               |               |               |                       |                         |                  |
| Rychlost            | —             | —             | 0             | 0                     | 45                      |                  |
| jednotlivě*         | —             | —             | ,31,          | ,35,                  | ,22,30,36,30 ,41,34,43, |                  |
|                     |               |               |               |                       |                         |                  |
| Bouldering          | 82-83         | 38-39         | 17-18         | 8                     | 13                      | 3                |
| jednotlivě* (1/0/2) |               |               |               | 5,7,,17, · 27-28,17,9 | ,4,13,23, 18,10,25,10,  | ,,15,9, · 29,,8, |
|                     |               |               |               |                       |                         |                  |
| Kombinace           |               |               |               | 11-12                 |                         |                  |

* pozn.: nalevo jsou poslední závody v roce
| Mistrovství Asie | Mistrovství Asie | Mistrovství Asie | Mistrovství Asie |
| Rok              | 2016             | 2017             | 2018             |
| ---------------- | ---------------- | ---------------- | ---------------- |
| Obtížnost        |                  | 3                | 5                |
| Rychlost         |                  |                  | 47-50            |
| Bouldering       | 1                | 2                | 10               |
| Kombinace        | —                | —                | 9                |

| Mistrovství světa juniorů | Mistrovství světa juniorů | Mistrovství světa juniorů |
| Rok                       | 2015 kat. A               | 2017 junioři              |
| ------------------------- | ------------------------- | ------------------------- |
| Obtížnost                 | 7                         | 1                         |
| Rychlost                  | —                         | 36                        |
| Bouldering                | 1                         | 1                         |
| Kombinace*                | —                         | 2                         |

* v roce 2017 se na MSJ lezlo ještě navíc finále v kombinaci podle olympijského formátu (pořadí třech disciplín se násobilo)
| Mistrovství Asie juniorů | Mistrovství Asie juniorů | Mistrovství Asie juniorů |
| Rok                      | 2015 kat. A              | 2017 junioři             |
| ------------------------ | ------------------------ | ------------------------ |
| Obtížnost                | 6                        | 3                        |
| Rychlost                 | —                        | 16                       |
| Bouldering               | 1                        | 2                        |